# Dirk Bach
Dirk Bach (Colonia, 23 aprile 1961 – Berlino, 1º ottobre 2012) è stato un attore, comico, conduttore televisivo e doppiatore tedesco.

## Biografia

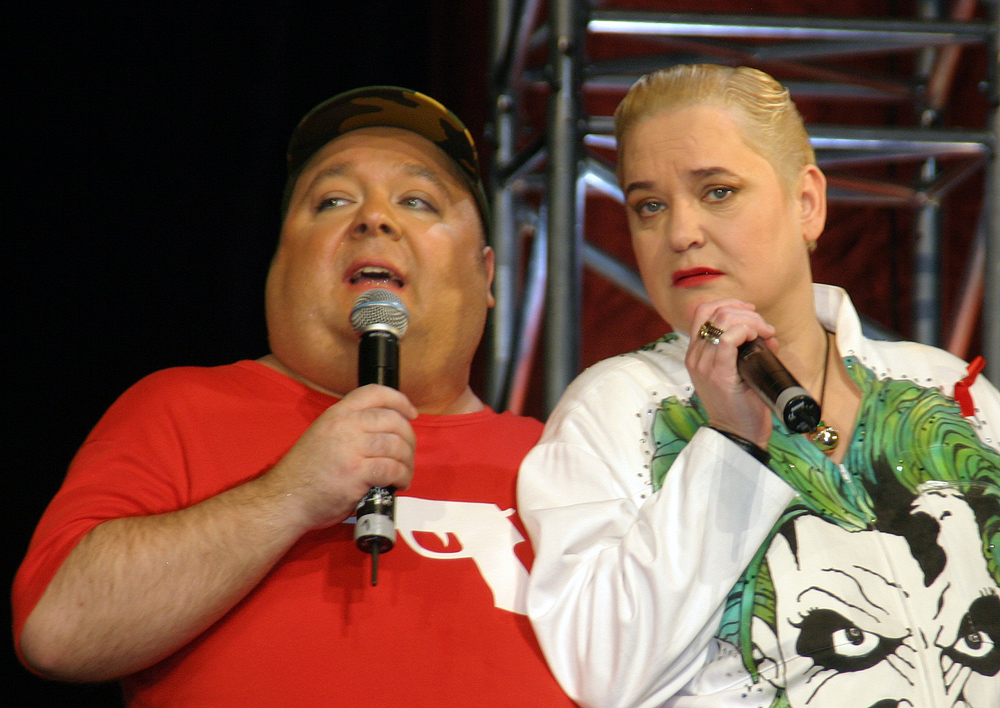
Dirk Bach assieme a Hella von Sinnen nel 2006

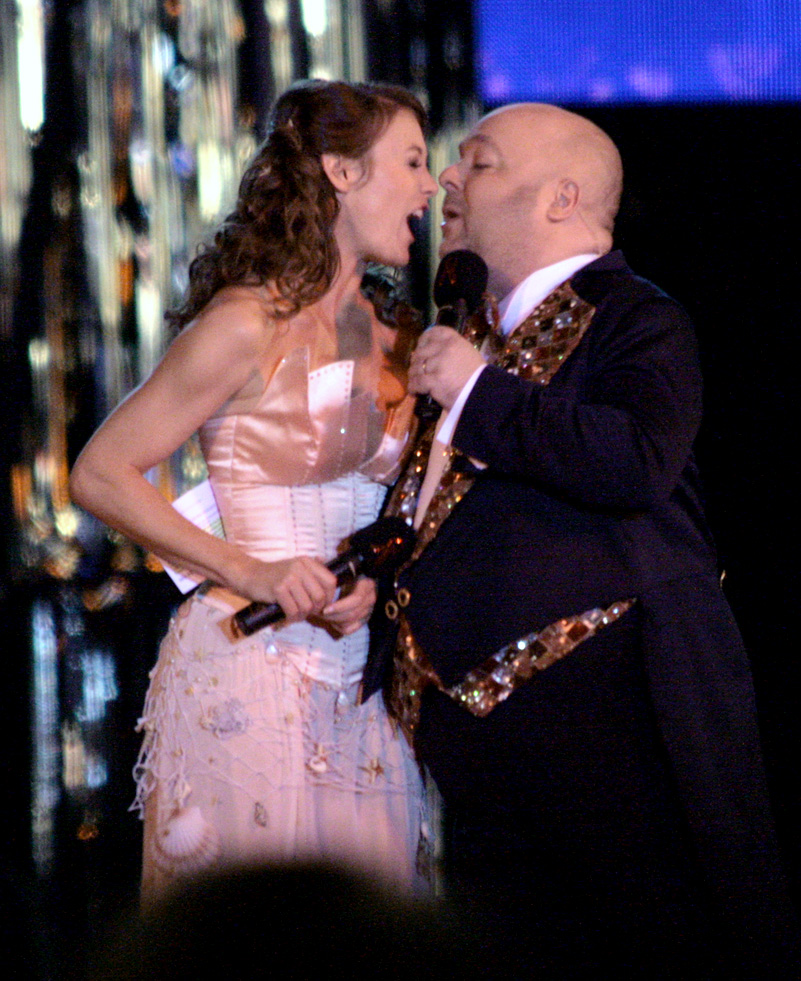
Dirk Bach assieme ad Elke Winkens nel 2009

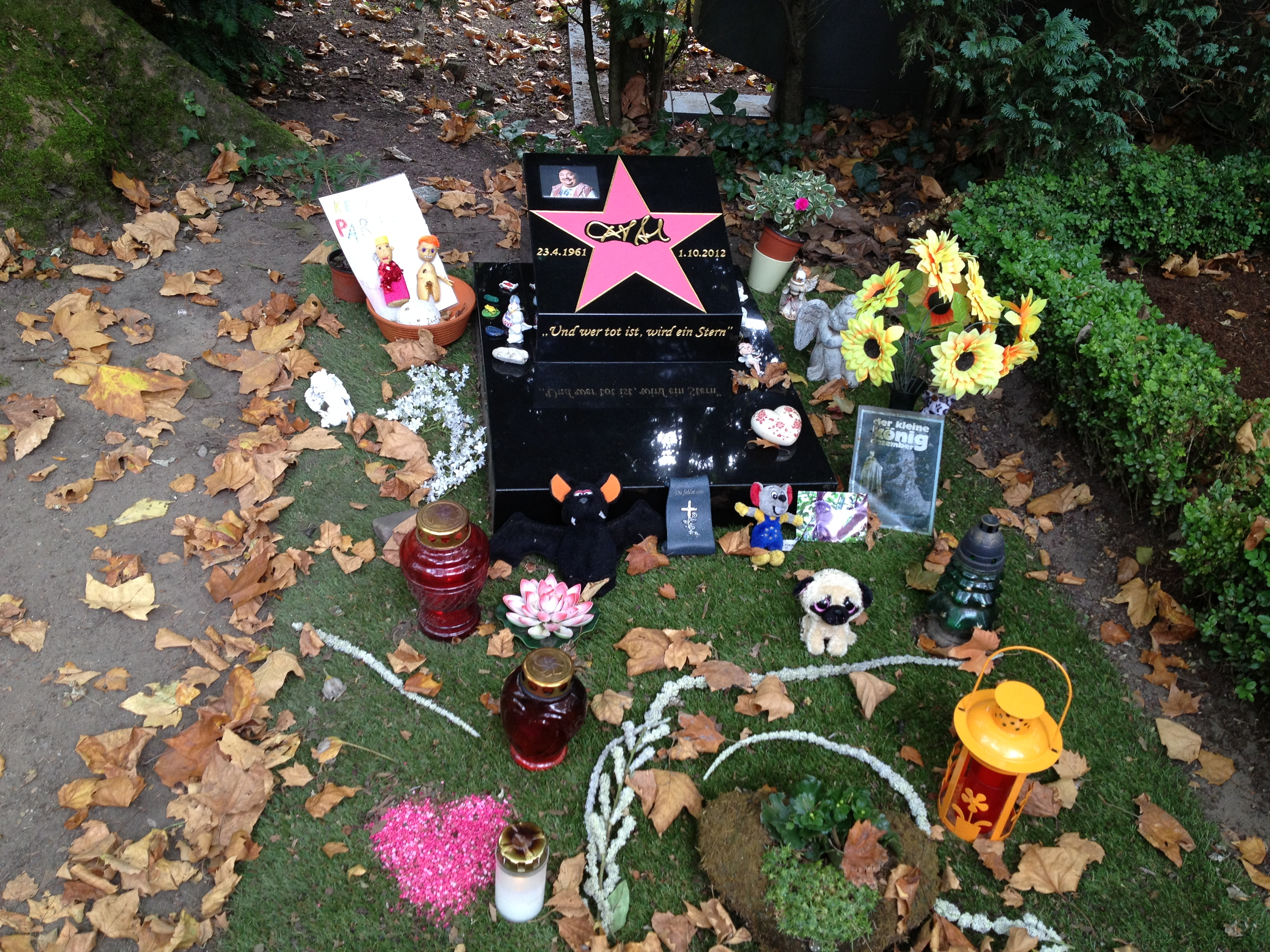
La tomba di Dirk Bach nel Melaten-Friedhof di Colonia

### Carriera
Lavorò in teatro a partire dalla fine degli anni settanta e stabilmente in televisione a partire dagli inizi degli anni novanta.
Sul piccolo schermo, fu protagonista, tra l'altro, della serie televisiva Lukas (1996-2001) e della serie televisiva Der kleine Mönch (2002-2003) e condusse programmi quali Dirk -Bach-Show, Dschungelcamp, Ich bin ein Star - Holt mich hier raus!, Frei Schnauze XXL e Power of Ten Lavorò spesso con Hella von Sinnen.
Fu sostenitore dei diritti degli omosessuali e di Amnesty International e PETA.

### Morte
Dirk Bach morì improvvisamente a Berlino lunedì 1º ottobre 2012, a soli 51 anni. Il corpo senza vita dell'attore, stroncato probabilmente da un'insufficienza cardiaca venne rinvenuto poco dopo le 16 nel suo appartamento in un hotel del quartiere di Lichterfelde.
Dirk Bach riposa nel Melaten-Friedhof di Colonia.

## Filmografia parziale

### Cinema
- Im Himmel ist die Hölle los (1984)
- Nich' mit Leo (1995)
- Frau Rettich, die Czerni und ich (1998)
- Karlchens Parade - cortometraggio (2003) - ruolo: Karlchen
- Bauernfrühstück - Der Film (2011)

### Televisione
- Sesamstraße - serie TV (1973)
- Kir Royal - miniserie TV (1986)
- Sylter Geschichten - serie TV (1993)
- Drei zum Verlieben - serie TV (1994)
- Verliebte Feinde - film TV (1995)
- Marys verrücktes Krankenhaus - serie TV (1995)
- Lukas - serie TV, 64 episodi (1996-2001) - Lukas Renz
- Rendezvous des Todes - film TV (1997) - ruolo: Ueltje
- Varell & Decker - serie TV (1998)
- Mobbing Girls - serie TV, 1 episodio (1998)
- Das Rätsel des blutroten Rubins - film TV (2001)
- Der Mann, den sie nicht lieben durfte - film TV (2001)
- Der kleine Mönch - serie TV, 16 episodi (2002-2003) - Padre Laurentius
- Crazy Race - film TV (2003) - Boris
- Krista - serie TV, 1 episodio (2003)
- Hella & Dirk - serie TV (2004) - ruoli vari
- Deutschland ist schön - serie TV (2007)
- Bernd das Brot - serie TV (2007)
- African Race - Die verrückte Jagd nach dem Marakunda - film TV (2008)
- Dornröschen - film TV (2008)
- Verbotene Liebe - soap opera, 2 episodi (2010) - Padre Hinze
- Schillerstraße - serie TV (2009-2011) - Dirk

## Programmi televisivi
- Dirk-Bach-Show (1992-1994)
- Ich bin ein Star - Holt mich hier raus! - reality show (co-conduttore, con Sonja Zietlow)
- Frei Schnauze XXL
- Power of Ten
- Dschungelcamp - reality show (2004-?; co-conduttore, con Sonja Zietlow)
- ARGE Talkshow (2011)

## Doppiaggi
- Der kleine Eisbär 2 - Die geheimnisvolle Insel (2001) - Caruso
- Tom und das Erdbeermarmeladebrot mit Honig (2003) - voce narrante e personaggi vari

## Teatro (lista parziale)
- Geierwally
- Kein Pardon! (musical)

## Discografia

### Album
- Egostar (1993)

## Premi e riconoscimenti (lista parziale)
- 1985: Max-Ophüls-Förderpreis[1]
- 1996: TeleStar come miglior attore in una serie televisiva per Lukas[10]
- 1999: German Comedy Award[10]
- 2001: Goldene Kamera per Lukas[10]
- 2004: Nomination al German Comedy Award[10]
- 2008: Nomination al German Comedy Award[10]